# Miran Tepeš
Miran Tepeš, slovenski smučarski skakalec, * 25. april 1961, Ljubljana.   

## Življenjepis
V svetovnem pokalu je debitiral v sezoni 1979/80, nastopil pa je tudi na olimpijskih igrah v Lake Placidu. V naslednjih sezonah se je počasi prebijal v deseterico v svetovnem pokalu, prvič v sezoni 1984/85, ko je bil deseti.
Sezono kasneje, 1985/86 je bil že na četrtem mestu, dotlej najboljšem v svetovnem pokalu za slovenske tekmovalce. Na olimpijskih igrah v Calgaryju je bil četrti na mali skakalnici na veliki pa deseti. Na ekipni preizkušnji je skupaj z  Primožem Ulago, Matjažem Zupanom in Matjažem Debelakom osvojil srebno medaljo za nepremagljivimi Finci. Njegov najboljši pokalni rezultat te sezone je bilo drugo mesto v  Gstaadu, skupno pa je bil osmi. V naslednjih treh sezonah je tekmoval nekoliko slabše, še največ je dosegel v sezoni 1989/90, ko je bil trinajsti. Tudi takrat je bil najboljši drugi na tekmi v Gstaadu. Najboljši dosežek na svetovnih prvenstvih v poletih ima iz Planice, kjer je bil šesti, z najdaljšim poletom (185 metrov).
Potem ko je končal svojo tekmovalno pot smučarskega skakalca in zaključil študij geografije in nemščine na Filozofski fakulteti v Ljubljani, se je za nekaj časa poslovil od mednarodnega športa in zaposlil v gospodarstvu. Vmes je magistriral iz poslovodenja in organizacije na EPF - MBA šoli v Mariboru.  
Konec 90-ih let se je zopet pridružil smučarskim skokom po spodbudi direktorja za skoke pri smučarski zvezi FIS Walterja Hoferja , pridružil kot njegov pomočnik na zelo pomembnem mestu tistega, ki s semaforjem uravnava potek tekem v svetovnem pokalu glede na veter in druge zunanje okoliščine. Od leta 2016 sodeluje predvsem pri razvoju ženskih smučarskih skokov in pri vodenju tekmovanj kot pomočnik FIS direktorice Čike Jošide.
Da je družina Tepeš ostala v smučarskih skokih, sta poskrbela sin Jurij,  mladinski svetovni podprvak iz leta 2006, hčerka Anja in tudi najmlajši sin Jon. 
Miran je tudi navdušen jadralec, ki je s svojo jadrnico "Skokico" trikrat objadral svet. Prvič je jadral okoli sveta med letoma 2006 in 2008, drugi krog okoli sveta je s prijatelji odjadral med letoma 2010 in 2012, ko ga je pot zanesla tudi okoli znamenitega rta Horn. Tretji krog okoli sveta je odjadral med leti 2014 in 2018. V letu 2023 je skupaj s sojadralci na svoji jadrnici "Skokica 3" jadral z Atlantika čez Arktiko do Pacifika in je prvi Slovenec, ki je prejadral celotno pot skozi Severozahodni prehod (Northwest Passage). 
Svoje jadralske dogodivščine je opisal v knjigah "Z vetrom", "Proti soncu" , "Veliki trije" in "Z jadrnico čez Arktiko".